# Afroploce
Afroploce là một chi bướm đêm thuộc phân họ Tortricinae của họ Tortricidae.

## Các loài
- Afroploce ealana Aarvik, 2004
- Afroploce karsholti Aarvik, 2004
- Afroploce turiana Aarvik, 2004